# Choke (The Beautiful South)
Choke è il secondo album in studio del gruppo musicale britannico The Beautiful South, pubblicato nel 1990.

## Tracce
Tutte le tracce sono di Paul Heaton e Dave Rotheray.
1. Tonight I Fancy Myself – 3:26
2. My Book – 3:18
3. Let Love Speak Up Itself – 5:04
4. Should've Kept My Eyes Shut – 3:27
5. I've Come for My Award – 3:14
6. Lips – 1:11
7. I Think the Answer's Yes – 5:15
8. A Little Time – 3:00
9. Mothers Pride – 2:03
10. I Hate You (But You're Interesting) – 3:46
11. The Rising of Grafton Street – 3:05

## Formazione
- Paul Heaton - voce
- Dave Hemingway - voce
- Dave Rotheray - chitarra
- Briana Corrigan - voce
- Sean Welch - basso
- Dave Stead - batteria